# St. Jakob (Schwandorf)

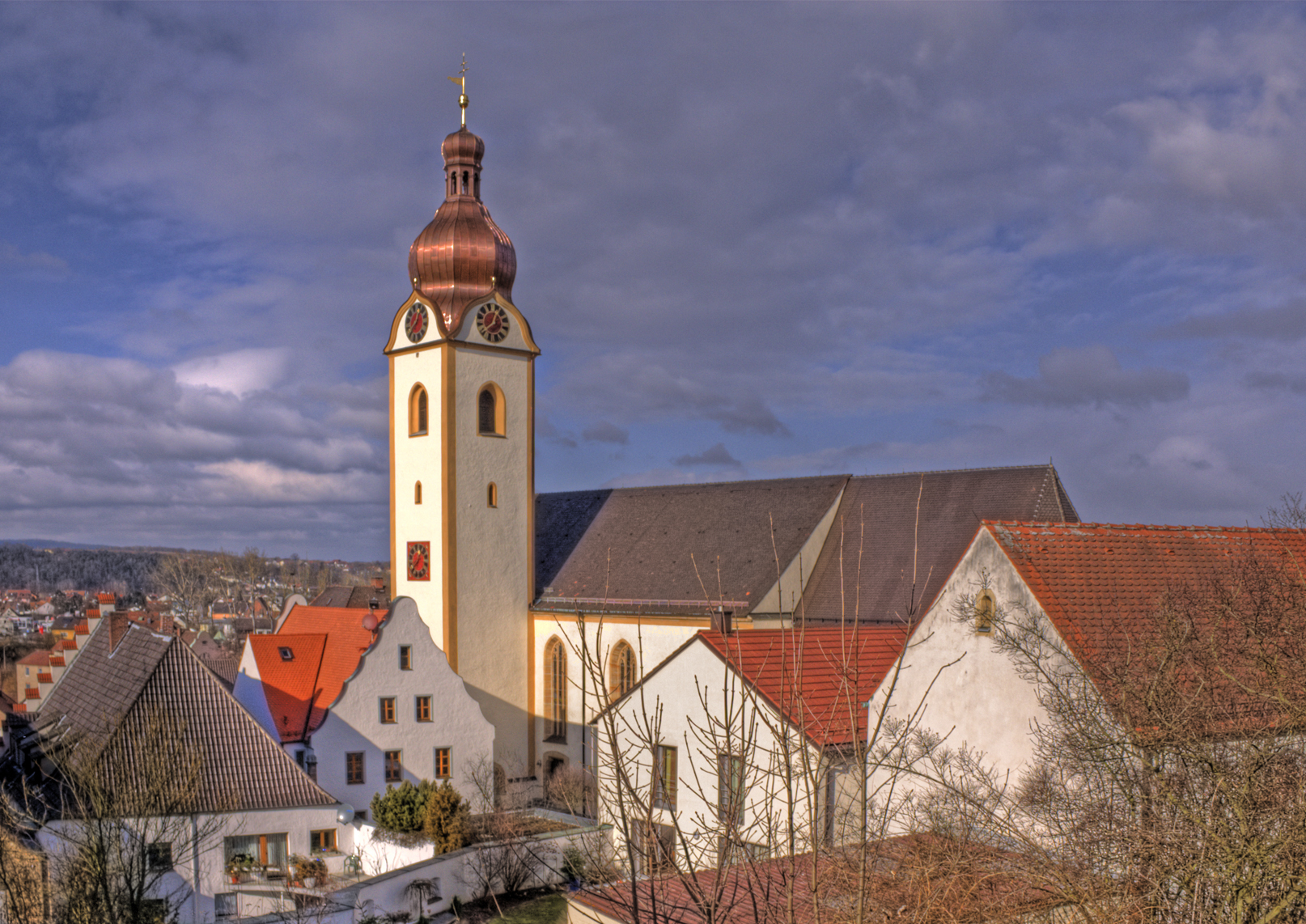
Kirche St. Jakob

Die römisch-katholische Pfarrkirche St. Jakob ist eine ursprünglich gotische, barockisierte und wieder regotisierte Wandpfeilerkirche in Schwandorf im gleichnamigen Landkreis in der Oberpfalz. Sie gehört zur Kirchengemeinde St. Jakob Schwandorf im Dekanat Schwandorf des Bistums Regensburg.

## Geschichte und Architektur

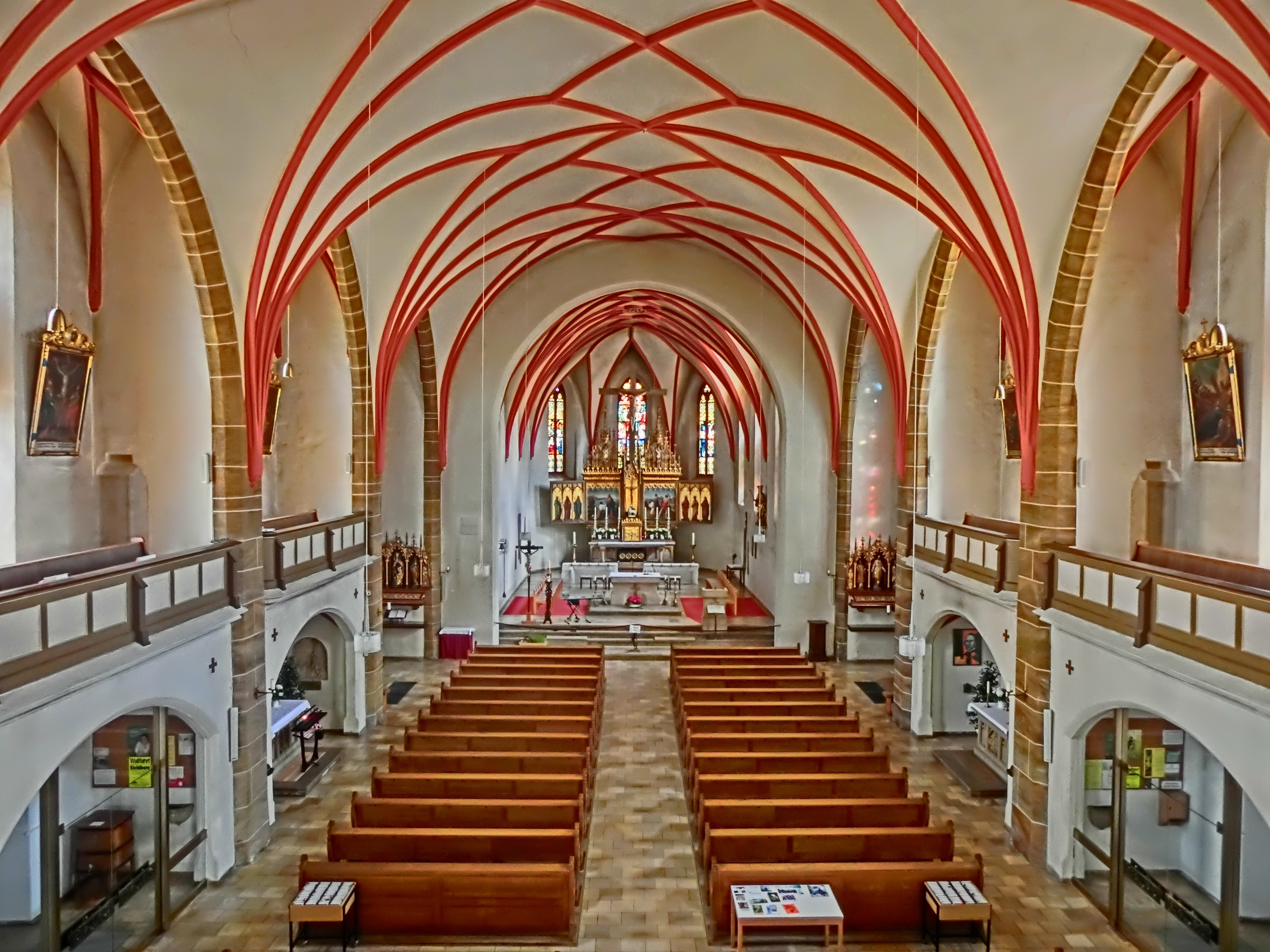
Innenansicht

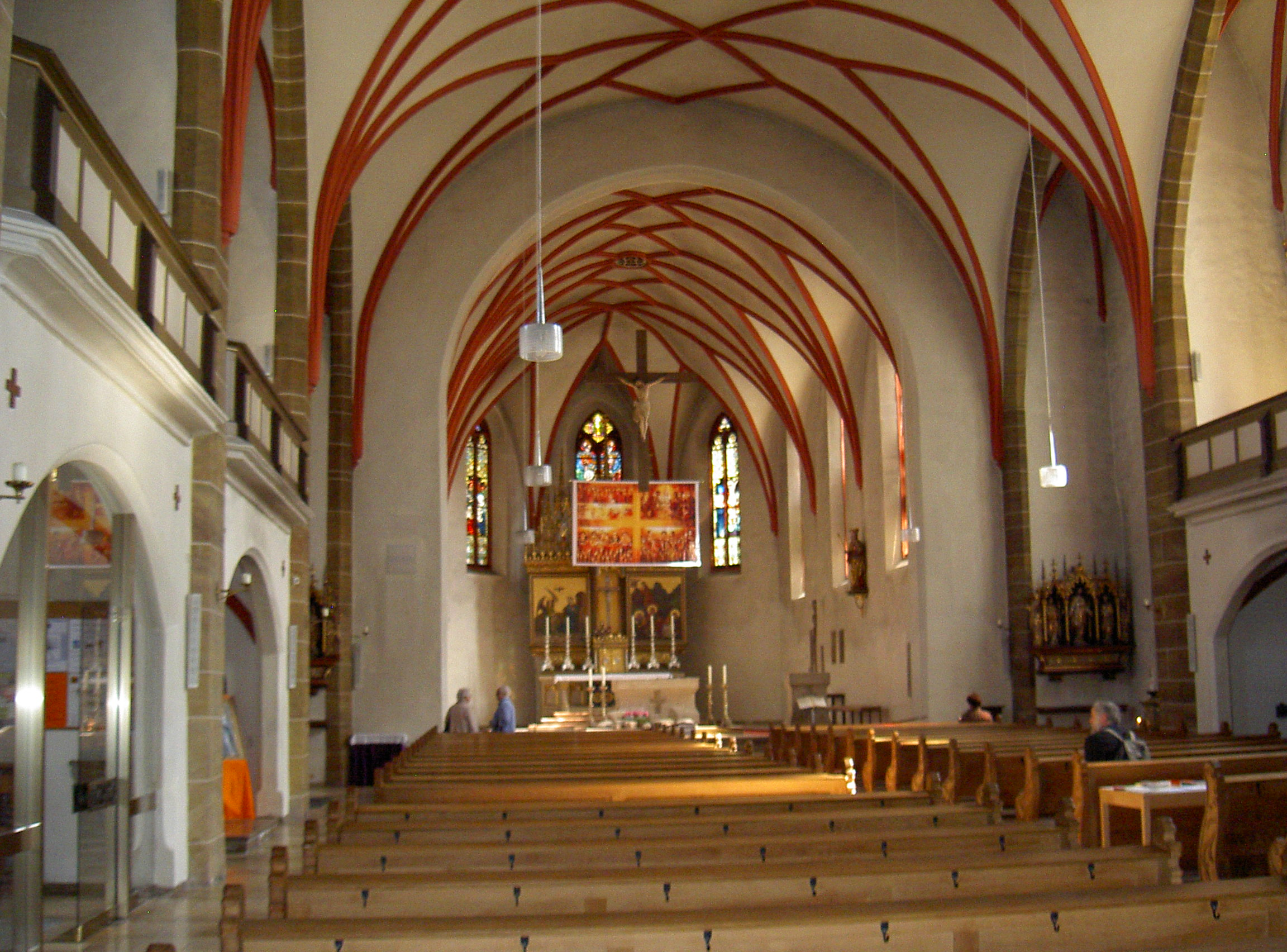
Blick in den Chor

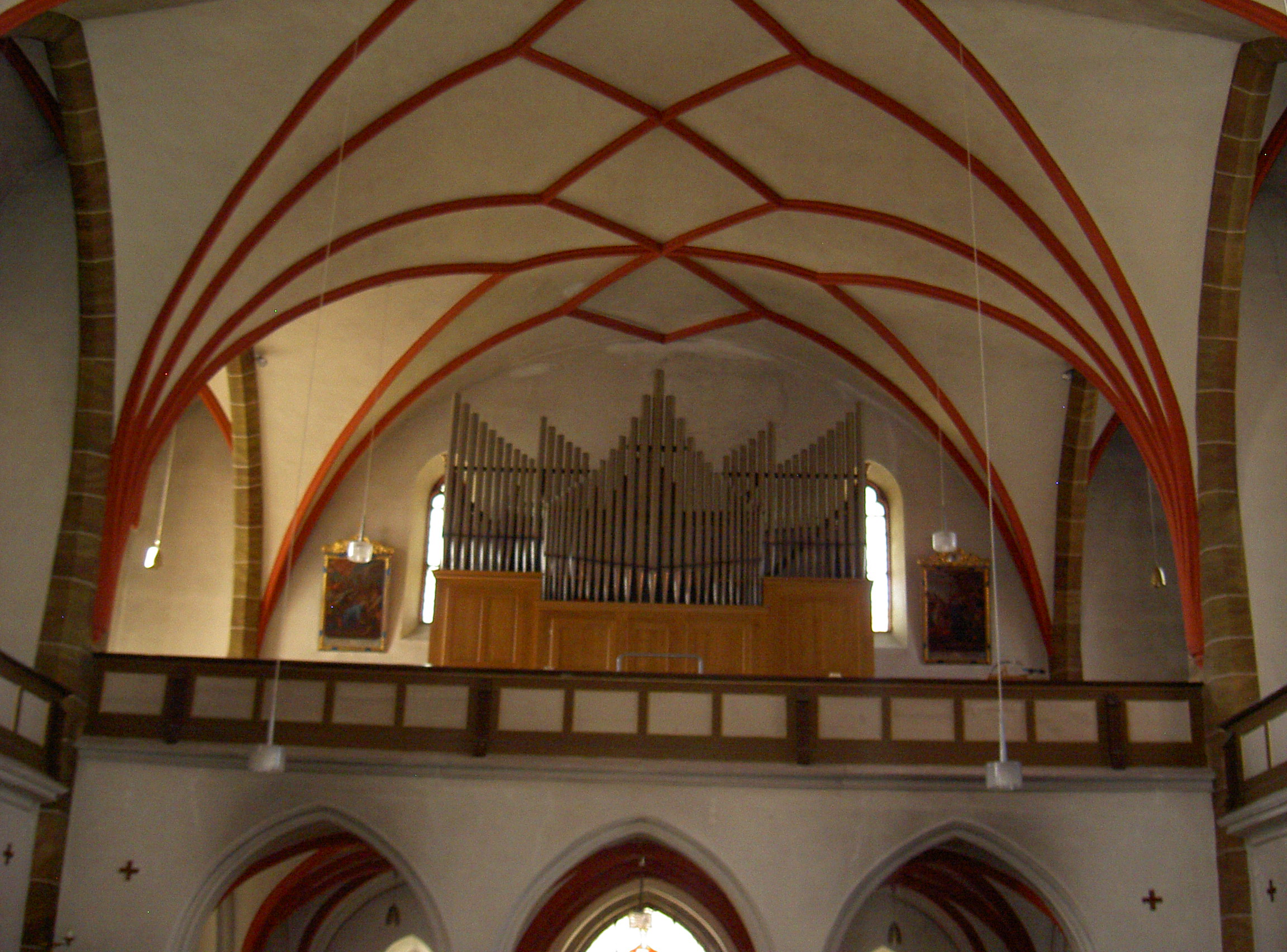
Blick zur Orgel

Die Pfarrei ist seit 1306 als Sitz eines Dekans belegt. Eine frühere Zugehörigkeit zu Wiefelsdorf oder Wackersdorf ist nicht nachweisbar. Nach 1617 wurden Wiefelsdorf und Wackersdorf sowie Pittersberg von St. Jakob aus versorgt, bis diese Pfarreien wieder mit einem katholischen Priester besetzt werden konnten.
Ein gotisches Bauwerk, von dem der polygonale Chor stammt, wurde um 1400 abgeschlossen. Diesen Neubau errichtete man inmitten des Friedhofes, gleich neben der bisherigen Pfarrkirche und Burgkapelle St. Anna. 1470 erfolgte eine Verlängerung der Kirche nach Westen. Im Jahr 1483 baute man den Bergfried der Burg Schwandorf als Kirchturm um. In den Jahren zwischen 1542 und 1617 wurde die Kirche evangelisch, danach wieder katholisch genutzt. Nach einem Brand zog man im Jahr 1520 über der Wandpfeilerkirche eine Holzdecke ein, die im Jahr 1678 von dem welschen Baumeister Pietro Spineta (dem Baumeister der Kapelle von Schloss Fronberg) durch ein barockes Tonnengewölbe ersetzt wurde. Gleichzeitig entstand für den Schlossherrn von Ettmannsdorf ein Oratorium über der Sakristei. 1856 stürzte die barocke Zwiebelhaube des Turms durch einen Wirbelsturm herab und beschädigte die inzwischen als Friedhofskapelle genutzte St.-Anna-Kirche so sehr, dass sie in der Folgezeit abgebrochen werden musste. Der Turm erhielt eine blecherne Pyramide. In den Jahren 1868–1872 verlängerte man die Kirche durch private Spenden um zwei Joche nach Westen, weiterhin wurden Emporen eingebaut, das Gewölbe mit Stuckrippen dekoriert.
Die Saalkirche misst heute eine Gesamtlänge von 47 Meter, das Kirchenschiff einschließlich der Seitenkapellen eine Breite von 17,50 Meter. Die Raumhöhe beträgt 12,50 Meter.
Die Kirche bildet den Abschluss des nach Nordosten ansteigenden Marktplatzes und wird überragt von der Turmbekrönung Heinrich Hauberrissers von 1913. Der eingezogene, dreiseitig schließende gotische Langchor ist mit Strebepfeilern und Maßwerkfenstern versehen, im Westen schließt sich das fünfjochige Langhaus an.

## Ausstattung
Die neugotische Inneneinrichtung schaffte man zwischen 1866 und 1873 an. Der Hochaltar wurde nach Entwurf von Georg Dengler vom Bildhauer P. Horschler aus Regensburg ausgeführt. Die Altarbilder sind signiert vom Maler Michael Wittmer, der sie in Rom gemalt hat. Sie zeigen die Berufung und das Martyrium des heiligen Jakobus. Sechs Apostel sind an den Seitenflügeln dargestellt. Diese sind links: Hll. Simon, Bartholomäus und Matthäus; rechts: Hll. Philippus, Jakobus der Jüngere sowie Matthias. Im geschlossenen Zustand des Altars sind die Verkündigung Mariens und eine Ölbergszene zu sehen. Unter der Altarmensa ruhen die Gebeine des hl. Märtyrers Victor. 1732 bekam diese Thomas Ferdinand Freiherr von Quentel in Rom von Papst Clemens XII. für seine diplomatischen Dienste geschenkt.
An der südlichen Langchorwand steht eine spätgotische Figur der Muttergottes aus der zweiten Hälfte des 15. Jahrhunderts. In einer der südlichen Seitenschiffskapellen steht eine barocke Pietà-Gruppe aus der Mitte des 18. Jahrhunderts. Etwa gleichzeitig entstanden die Kreuzwegbilder.
Mehrere künstlerisch wertvolle Grabdenkmale aus der Renaissance sind erhalten. An der Südseite in der westlichen Kapelle befindet sich ein Kalksteinepitaph des Balthasar von Vestenberg zu Fronberg († 1556), das den Verstorbenen vor dem Kruzifix kniend zeigt. In der östlichen Kapelle steht das Epitaph des Hans Crafft von Vestenberg zu Fronberg († 1564) und seiner Frau und Kinder mit einer Darstellung des Jüngsten Gerichts, einer Ädikula mit Ehewappen und seitlich rahmenden Wappen. An der Nordseite in der östlichen Kapelle befindet sich ein Hochrelief vom Anfang des 17. Jahrhunderts aus einer abgebrochenen Kapelle in Ziegelhütte bei Pirkensee, das die Geißelung Christi nach einer Stichvorlage von Hendrick Goltzius aus dem Jahr 1597 zeigt. In der westlichen Kapelle befindet sich ein Epitaph des Stadtpfarrers Leonhard Strobel († 1645). Im Langhaus sind weitere Grabdenkmäler der Schlossherren von Fronberg. Unter dem Fußboden im Langhaus, nahe dem rechten Seitenaltar, befinden sich die Gruftanlagen der Freiherren von Quentel.
Im Chorbereich befinden sich Fragmente weiterer, spätgotischer Grabdenkmäler, die nach dem Bildersturm von 1555 als Altarstufen verwendet wurden.
Die Orgel ist ein Werk von Weise aus dem Jahr 1954 mit 29 Registern auf drei Manualen und Pedal.